# Mykolajivka
Mykolaivka (ukrainsk: Миколаївка, russisk: Николаевка) er en by af distriktsmæssig betydning i Slovjansk rajon, Donetsk oblast (provins) i Ukraine syd for jernbanestationen Elektrychna.  Byen har en befolkning på omkring 14.444 (2021).

## Geografi
Byen ligger nær den sydlige bred af floden Donets omkring 10 kilometer øst for rayonhovedstaden Slovjansk, og oblasthovedstaden Donetsk ligger omkring 125 kilometer syd for Mykolaivka.

## Historie
Den 4. juli 2014 sikrede ukrainske styrker byen fra pro-russiske separatister. Hospitalet begyndte renoveringen i 2015 efter at være blevet beskadiget under kampene, hvor prorussiske militante var placeret omkring bygningen og på taget.

## Galleri
- Bank i Mykolaivka
- Sloviansk thermisk kraftværk